# Anello Courage
L'anello Courage è uno dei cinque archi (insieme a Liberté, Egalité 1, Egalité 2 e Fraternité) dell'anello Adams di Nettuno.